# Eurosia hammatocera
Eurosia hammatocera là một loài bướm đêm thuộc phân họ Arctiinae, họ Erebidae.